# Kościół drewniany w Ochotnicy Górnej
Kościół drewniany w Ochotnicy Górnej – drewniany kościół, który znajdował się w Ochotnicy Górnej. Rozebrany w 2003 roku.

## Historia
W 1909 r. pierwszy proboszcz w Ochotnicy Górnej ksiądz Jan Słowik wybudował przez miejscowego cieślę Antoniego Szlagę skromny, drewniany kościół. W tym samym czasie powstała plebania, dom parafialny oraz cmentarz. Pod koniec 1909 roku ksiądz biskup Leon Wałęga utworzył z Ochotnicy Górnej samodzielną placówkę duszpasterską, która ze względu na zawirowania polityczne otrzymała dokumenty erekcyjne dopiero w 1925 roku. W 1910 roku został przydzielony do nowo powstałej parafii rzymskokatolickiej w Ochotnicy Górnej.
W 1981 roku rozpoczęto budowę nowej świątyni, zaprojektowanej przez Zenona Trzupkę. Prace zakończono w 1997, a w 2003 roku został rozebrany stary kościół. Jego wyposażenie przekazano w darze dla parafii rzymskokatolickiej w Stanisławowie na Ukrainie. W roku 2009 w kontrowersyjnych okolicznościach rozebrana została także plebania.

## Architektura
Niewielki, jednonawowy, kościół posiadał wieżyczkę, ołtarz boczny i prezbiterium.